# نشاط الأصفهاني
نشاط الأصفهاني (1175 - 1244 هـ) هو عالم وأديب و شاعر ، من بلاد فارس.
هو معتمد الدولة عبد الوهاب الموسوي الاصفهاني، المشتهر في شعره بنشاط. ولد سنة 1175 هـ وكان يسكن طهران ، وبها تولى ديوان الرسائل للسلطان فتح علي شاه القاجار. توفي سنة 1244 هـ.

## آثاره
له أشعار باللغات الفارسية والعربية والتركية. وله كتاب «گنجينه» ، و «ساقينامه».